# Demi van den Wildenberg
Demi van den Wildenberg (29 de febrero de 2000) es una deportista de los Países Bajos que compite en atletismo. Ganó una medalla de plata en el Campeonato Europeo de Atletismo Sub-20 de 2019, en la prueba de 4 × 100 m.